# Pulsoreattore

Animazione del pulsoreattore a valvola
A) aspirazione e iniezione del carburante
B) valvole
C) camera di combustione
D) ugello
E) gas espulsi

Il pulsoreattore (o pulsogetto) è una forma molto semplice di esoreattore nel quale la combustione avviene in maniera intermittente fornendo una spinta ad impulsi. A differenza dello statoreattore (il motore a getto cui più assomiglia), è in grado di fornire una spinta a punto fisso (cioè a velocità di volo nulla).

## Storia
I primi studi sul pulsogetto risalgono agli inizi del XX secolo, quando in Francia Victor De Karavodine brevettò (il 10 aprile del 1907) il primo modello di pulsoreattore. Nel 1910 venne assegnato un brevetto anche all'ingegnere belga Georges Marconnet, ma entrambe le soluzioni rimasero allo stadio di modelli da laboratorio. Con la fine della prima guerra mondiale anche l'interesse militare per questo tipo di propulsore andò spegnendosi.
Nel 1939 il Ministero dell'Aria del Reich decise di promuovere la ricerca del motore a getto ed assegnò ad ogni casa motoristica una differente soluzione tecnologica da sviluppare. Alla Argus toccò il pulsogetto che, con il modello As 014 progettato dall'ingegnere tedesco Fritz Gosslau, troverà la sua prima applicazione pratica sulla V1.
In seguito sono stati usati, ma sempre rimanendo nel campo delle sperimentazioni, alcuni pulsoreattori montati su elicotteri.
In questo caso i motori erano posti alle estremità delle pale del rotore. Montati secondo questo schema i pulsoreattori presentavano il grande vantaggio di non produrre la caratteristica coppia, consentendo così di realizzare velivoli più semplici sprovvisti di rotore di coda e dei relativi sistemi di trasmissione.
I pulsoreattori sono caratterizzati da una estrema semplicità e da un basso costo di produzione. 
Il difetto principale è dato dalla loro elevata rumorosità e dall'alto consumo di carburante, il che limita il loro campo di applicazione agli impieghi militari e a poche altre applicazioni.
Oggi il maggiore impiego dei pulsoreattori si ha nel modellismo aeronautico dinamico.

## Descrizione e Caratteristiche

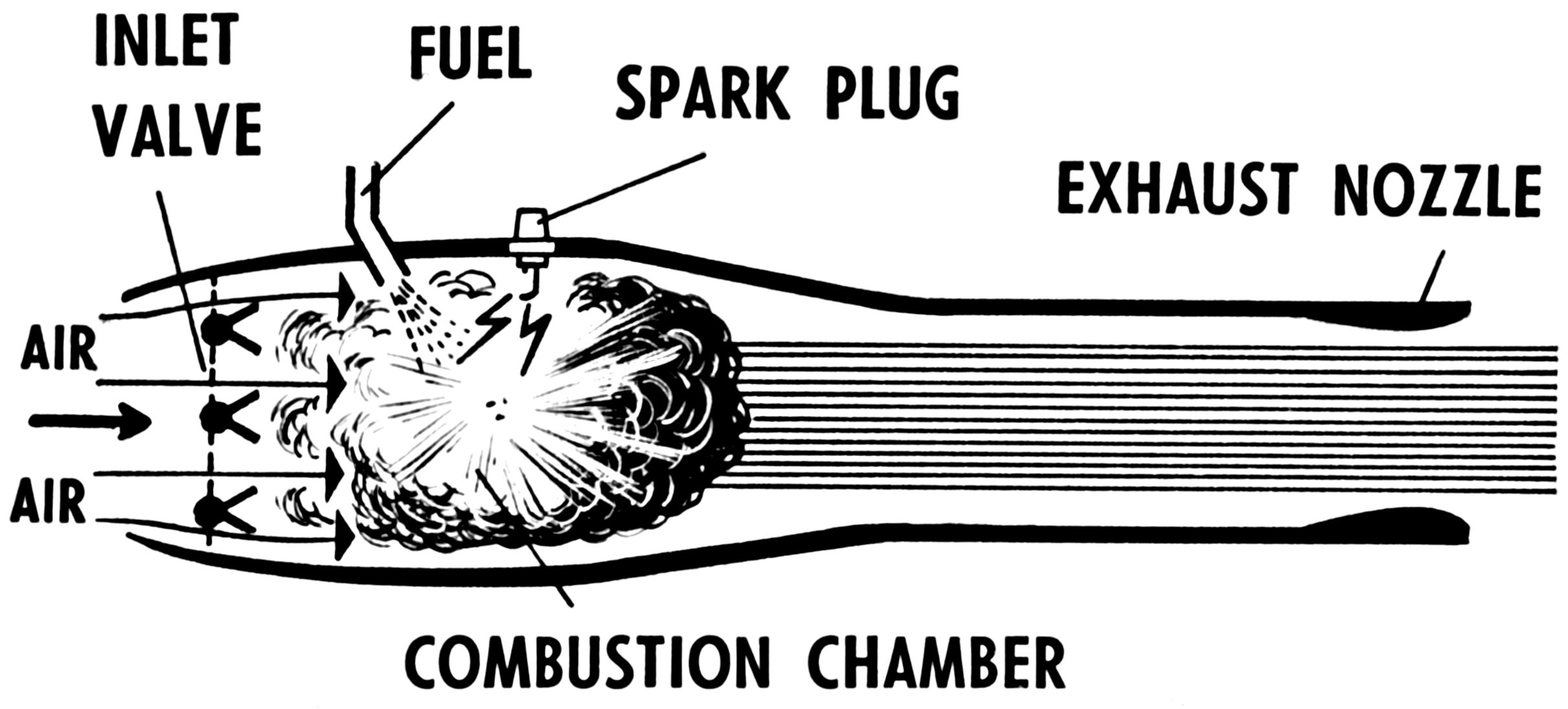
Schema del pulsoreattore tradizionale

Come molti motori a getto il pulsoreattore è un motore a combustione interna di disegno molto semplice, consistendo in pratica in un lungo tubo all'interno del quale l'aria entra, viene miscelata con il carburante per creare una miscela combustibile.
La differenza che distingue i pulsoreattori dagli altri motori, quali i turbogetti o gli statoreattori, è costituita dal fatto che la combustione che avviene all'interno del motore non è un processo continuo ma avviene sotto forma di ripetute esplosioni (impulsi) da cui deriva anche il nome stesso del motore.
In pratica il pulsoreattore funziona con l'entrata dell'aria esterna dalla parte anteriore, dove si trova o meno la valvola, questa viene miscelata con il combustibile che è iniettato nella camera di combustione. Qui la miscela viene incendiata e infine i gas combusti escono dalla parte posteriore producendo così la spinta.
La prima accensione deve avvenire immettendo aria compressa (con un compressore o una bombola d'aria) nel motore o più semplicemente forzandola all'interno tramite la presa d'aria.

## Principio di funzionamento

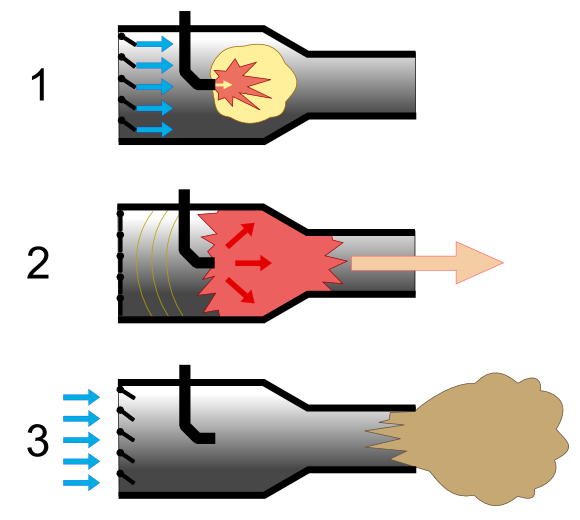
Schema del pulsoreattore a valvola:
1: Iniezione e accensione
2: Espansione
3: Scarico e induzione

Il pulsoreattore è un motore a combustione interna di disegno molto semplice, in cui la compressione dell'aria captata avviene (come per lo statoreattore) dinamicamente, senza la necessità di un compressore. A differenza degli altri esoreattori la combustione non avviene secondo un processo continuo, ma ad impulsi.
L'aria in ingresso viene miscelata con il combustibile nella camera di combustione. L'accensione della miscela può essere comandata da una candeletta (tipicamente all'avvio) o provocata dal ritorno di fiamma della precedente fase di combustione (a regime).
Il conseguente aumento della pressione provoca l'accelerazione e l'espulsione dei gas combusti dall'ugello di scarico, fornendo così la spinta. Il riflusso attraverso la presa d'aria viene impedito da valvole meccaniche o "aerodinamiche" (nei motori valveless).
La successiva depressione che si viene ad avere in camera di combustione richiama nuova aria ed il ciclo può così ripetersi tra le 40 e le 250 volte al secondo, a seconda del tipo e delle dimensioni del motore.

## Tipologia

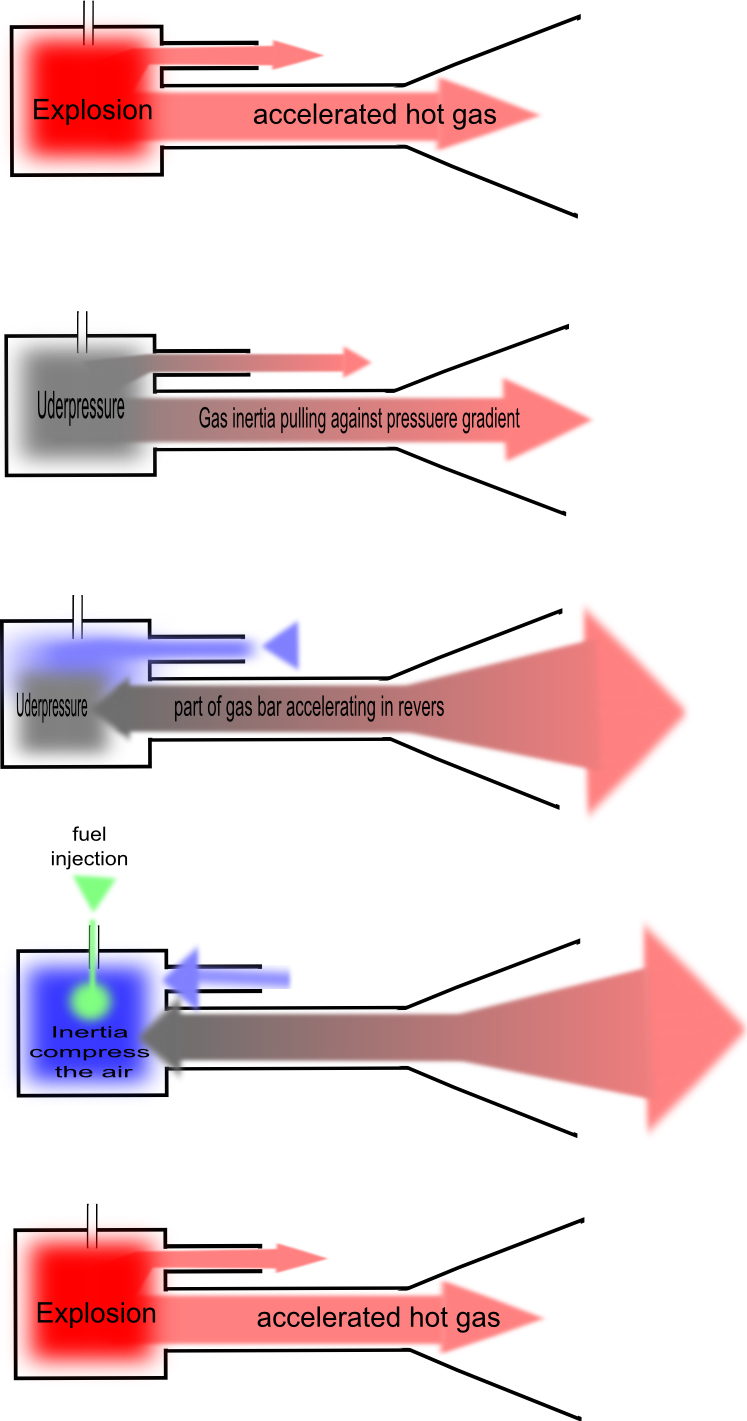
Schema di funzionamento del pulsoreattore valveless

Fondamentalmente esistono due tipi di pulsoreattore:

### Pulsogetto con valvole
In questa configurazione il flusso dei gas all'interno del motore viene parzialmente controllato da un sistema di valvole lamellari che, agendo come una valvola di ritegno, permette il passaggio dei gas in una sola direzione. Il tallone d'Achille di questa soluzione è dato dalla fragilità delle lamelle che limita la vita operativa del motore a poche ore di funzionamento continuo.

### Pulsogetto senza valvole
I primi modelli di pulsogetto erano costruiti senza valvole (valveless), ma utilizzando particolari configurazioni geometriche (come, ad esempio, la bocca di Borda) si tentava di creare flussi vorticosi con il duplice scopo di miscelare l'aria in ingresso con il combustibile ed aumentare la pressione della miscela confinandola in camera di combustione. Queste prime configurazioni, però, erano particolarmente inefficienti a causa delle perdite di miscela fresca espulsa dalla presa d'aria e le perdite di pressione totale dovuta alle turbolenze indotte.
Tra la fine degli anni quaranta e la metà degli anni cinquanta si cercò di studiare "valvole aerodinamiche" che, "accordando" geometria della presa d'aria e dell'ugello con la risonanza delle onde di pressione permettevano un funzionamento regolare e con efficienze pari a quelle dei motori con valvole lamellari. Tra questi i motori "Escopette" ed "Ecrevisse" della francese SNECMA o l'AS-11 installato sul drone olandese Aviolanda AT-21. La totale mancanza di parti mobili in queste configurazione permettono vantaggi in termini di affidabilità e costi di costruzione contenuti.

## Motore ad onda di detonazione
Uno sviluppo del pulsoreattore, che viene tuttora portato avanti, è il Pulse Detonation Engine o PDE. Questo motore ha un funzionamento molto simile a un pulsoreattore tradizionale ma genera la sua forza propulsiva attraverso la detonazione e non la deflagrazione della miscela aria/combustibile. Questa nuova tipologia di motori promette efficienze paragonabili (se non superiori) ai turbofan, specialmente alle alte velocità di volo.
Il primo volo di un velivolo spinto da un Pulse Detonation Engine ha avuto luogo al Mojave Air & Space Port il 31 gennaio 2008.